# Cerotelion dureti
Cerotelion dureti är en tvåvingeart som beskrevs av Lane 1958. Cerotelion dureti ingår i släktet Cerotelion och familjen platthornsmyggor. Inga underarter finns listade i Catalogue of Life.